# Central nuclear de Three Mile Island
Les instal·lacions nuclears de Three Mile Island són una central nuclear a l'est dels Estats Units. Posada en servei en el 1974, aquesta va patir un accident el 28 de març del 1979. L'accident va ser classificat com a nivell 5 de l'Escala internacional d'accidents nuclears (INES).
Es compon de dues unitats separades la TMI-1 (Three Mile Island 1) i la TMI-2 (Three Mile Island 2). És en aquesta segona unitat on va tenir lloc l'accident nuclear de Three Mile Island el 1979.